# Volovja reber
Volovja reber este o localitate din comuna Ilirska Bistrica, Slovenia, cu o populație de 0 locuitori.